# Claes Söderquist
Claes Patrik Söderquist, född 10 februari 1939 i Stockholm, är en svensk konstnär, filmare, kurator och konstkonsult.
Claes Söderquist växte sedan sju års ålder upp i Önnestad i Skåne, där hans far var folkhögskolerektor, och utbildade sig på Konstfack i Stockholm 1959-64 och Kungliga Konsthögskolan i Stockholm 1964-69. Han har sedan mitten av 1960-talet filmat bland annat samtida konstnärer som Edward Kienholz och experimentfilmaren Robert Nelson. Han har gjort filmen Brev ur tystnaden om poeten Kurt Tucholskys brevskrivande under dennes år i exil i Sverige och en film om Carl August Ehrensvärd. Under senare år har han verkat som konstkonsult i Norge och Sverige och bland annat varit ansvarig för Stockholms stad konstprogram i Norra Djurgårdsstaden.
Claes Söderquist har arbetat med den svenska experimentella filmens utveckling som konstnär och som ordförande för Stiftelsen Filmform 1992–2012.
Han är gift med Ingegerd Råman.

## Filmografi (i urval)
- I frack,  1964
- Le génie civil, 1967 (tillsammans med Jan Håfström)
- Travelog. Porträtt – Bilder från en resa, 1969
- Epitaf, 1981
- Landskap, 1985-1987  (om Hallamölla vid  Verkeån)
- Brev ur tystnaden, 1989
- Passager - ett stadsporträtt, 2001
- The Return of the Buffalo, 1970-2012
- Alcatraz - återkomsten, 2013
- Labyrint, 2013